# Eleições municipais no Brasil em 1988
As eleições municipais no Brasil em 1988 aconteceram em 15 de novembro (terça-feira). Estavam aptos a votar cerca de 70 milhões de eleitores e, pela primeira vez, todos os municípios do país elegeram seus prefeitos sem restrições. O mandato dos eleitos compreenderia o período entre 1º de janeiro de 1989 e 31 de dezembro de 1992. 
Foi a terceira eleição sob a égide da Nova República e a penúltima das quatro realizadas no governo José Sarney. Foi também  a primeira realizada após a promulgação da Constituição de 1988, embora sem a aplicação da regra de eleição em dois turnos.  No mesmo dia, foram realizadas eleições gerais no recém-criado  Estado do Tocantins .

## Derrota do PMDB
Após vencer as eleições municipais de 1985 e as eleições gerais de 1986, o PMDB sofreu com o desgaste do Governo Sarney, a hiperinflação e as denúncias envolvendo as votações na Assembleia Nacional Constituinte. Das dezenove capitais conquistadas há três anos o partido manteve apenas quatro e a essa altura alguns de seus governadores refluiam para outras legendas. Embora o PMDB (1606) e o PFL (1058) tenham elegido o maior número de prefeitos, os resultados apontaram uma vitória da esquerda em dez capitais num desempenho visto como prólogo da eleição presidencial de 1989, em especial projetando os nomes de Luiz Inácio Lula da Silva (PT) e Leonel Brizola (PDT), cujos partidos foram vitoriosos em São Paulo e no Rio de Janeiro, as maiores capitais do país. 
Outra novidade do pleito foi a participação do PSDB e sua vitória em Belo Horizonte apenas cinco meses após a sua criação. Na capital paulista a surpreendente derrota de Paulo Maluf fez dele outro aspirante presidencial.

## Prefeitos eleitos em 1988
O resultado do pleito foi adverso para o presidente da República e para os governadores, haja vista o baixo número de prefeitos eleitos pelo PMDB nas capitais dos estados e dos territórios federais do Amapá e de Roraima. Entre os vitoriosos, destacaram-se antigos ocupantes de cargos biônicos (nomeados sem eleição) em governos anteriores, como o governador Frederico Campos e os prefeitos Jaime Lerner, Joaquim Francisco, Lúdio Coelho, Marcelo Alencar, Nion Albernaz e Sahid Xerfan. Do Congresso Nacional emergiram como vencedores um senador, Guilherme Palmeira, e cinco deputados federais: Heráclito Fortes, Olívio Dutra, Pimenta da Veiga, Vilma Maia e Vítor Buaiz. Entre os antigos ministros do governo José Sarney, apenas Joaquim Francisco obteve sucesso nas urnas.
| Bandeira | Cidade         | UF | Prefeito eleito na capital | Partido | Vice-prefeito           | Partido do vice |
| -------- | -------------- | -- | -------------------------- | ------- | ----------------------- | --------------- |
|          | Aracaju        | SE | Wellington Paixão          | PSB     | Calos Alberto Menezes   | PSB             |
|          | Belém          | PA | Sahid Xerfan               | PTB     | Augusto Rezende         | PDS             |
|          | Belo Horizonte | MG | Pimenta da Veiga           | PSDB    | Eduardo Azeredo         | PSDB            |
|          | Boa Vista      | RR | Barac Bento                | PFL     | Joaquim Ruiz            | PFL             |
|          | Campo Grande   | MS | Lúdio Coelho               | PTB     | Marilu Guimarães        | PFL             |
|          | Cuiabá         | MT | Frederico Campos           | PFL     | Beatriz Spinelli        | PFL             |
|          | Curitiba       | PR | Jaime Lerner               | PDT     | Algaci Tulio            | PDT             |
|          | Florianópolis  | SC | Esperidião Amin            | PDS     | Bulcão Viana            | PFL             |
|          | Fortaleza      | CE | Ciro Gomes                 | PMDB    | Juraci Magalhães        | PMDB            |
|          | Goiânia        | GO | Nion Albernaz              | PMDB    | Marcos de Almeida       | PTB             |
|          | João Pessoa    | PB | Wilson Braga               | PFL     | Carlos Mangueira        | PFL             |
|          | Macapá         | AP | João Capiberibe            | PSB     | Antonio Cabral          | PDT             |
|          | Maceió         | AL | Guilherme Palmeira         | PFL     | João Sampaio            | PFL             |
|          | Manaus         | AM | Artur Virgílio Neto        | PSB     | Félix ValoisJunior      | PSB             |
|          | Natal          | RN | Wilma de Faria             | PDT     | Ney Lopes               | PFL             |
|          | Porto Alegre   | RS | Olívio Dutra               | PT      | Tarso Genro             | PT              |
|          | Porto Velho    | RO | Chiquilito Erse            | PTB     | Amizael Silva           | PFL             |
|          | Recife         | PE | Joaquim Francisco          | PFL     | Gilberto Marques Paulo  | PFL             |
|          | Rio Branco     | AC | Jorge Kalume               | PDS     | Iolanda Fleming         | PMDB            |
|          | Rio de Janeiro | RJ | Marcelo Alencar            | PDT     | Roberto d'Ávila         | PDT             |
|          | Salvador       | BA | Fernando José              | PMDB    | Waldir Régis            | PSC             |
|          | São Luís       | MA | Jackson Lago               | PDT     | Magno Bacelar           | PDT             |
|          | São Paulo      | SP | Luiza Erundina             | PT      | Luiz Eduardo Greenhalgh | PT              |
|          | Teresina       | PI | Heráclito Fortes           | PMDB    | Pedro Augusto           | PMDB            |
|          | Vitória        | ES | Vítor Buaiz                | PT      | Rogério Medeiros        | PT              |

## Eleições no Tocantins
Além do governador Siqueira Campos (PDC) e do vice-governador Darci Coelho (PFL), foram eleitos três senadores, oito deputados federais e vinte e quatro deputados estaduais, a maioria alinhada ao vencedor.